# Ole Tøpholm
Ole Tøpholm (Silkeborg, 1977. október 9.) dán rádiós műsorvezető.

## Életpályája
2002-ben végzett a Journalisthøjskolen-ben újságíró szakon. 2000 óta a Danmarks Radio-nál dolgozik, a Radioavisen (magyarul: rádióújság) szerkesztőjeként, és jelenleg a DR P3 rádió reggeli műsorvezetője.
2011 és 2019 között minden évben, valamint 2024-ben ő látta el Dánia kommentátori feladatát az Eurovíziós Dalfesztiválokon. Már kiskora óta rajongott a dalfesztiválért, a Dán Eurovíziós Fanklubb elnöke is volt egy ideig. Könyvet is adott ki Dansk Melodi Grand Prix – De største øjeblikke címmel, amit a Dansk Melodi Grand Prix nemzeti dalválasztó műsornak szentelt.